# Idaea triangularia
Idaea triangularia là một loài bướm đêm trong họ Geometridae.